# Czyż (zwyczajny)
Czyż (zwyczajny), czyż pospolity, czyżyk (Spinus spinus) – gatunek małego ptaka z rodziny łuszczakowatych (Fringillidae). Zamieszkuje Eurazję, zimą także północno-zachodnią Afrykę. Mimo rozległego zasięgu występowania nie wyróżnia się podgatunków. Nie jest zagrożony.

## Występowanie
Zamieszkuje Europę poza północnymi krańcami – zwłaszcza Wielką Brytanię, Pireneje, środkową i wschodnią Europę, umiarkowane szerokości Azji – Azję Mniejszą, Iran, środkową Azję; osobna populacja żyje na Dalekim Wschodzie po Sachalin, Mandżurię i północną Japonię. Na południu areału można go spotkać tylko w wysokich górach. Ptak wędrowny lub częściowo wędrowny, europejska populacja zimuje w zachodniej, środkowej i południowej Europie, a także w północno-zachodniej Afryce. W tym okresie stada czyżów mogą liczyć 30 osobników. Przeloty w marcu/kwietniu i wrześniu/październiku. W latach nieurodzaju inwazyjnie pojawia się w środkowej i zachodniej Europie przez cały rok. Populacja wschodnioazjatycka zimuje w Japonii, na Półwyspie Koreańskim, we wschodnich i południowych Chinach oraz na Tajwanie.
W Polsce średnio liczny (lokalnie nieliczny) ptak lęgowy w górach (Karpaty i Sudety z pogórzem) i na północnym wschodzie, w strefach naturalnego występowania świerka. Na pozostałym obszarze występuje sporadycznie i w znacznym rozproszeniu, choć częściej w trakcie migracji. Kraj zamieszkuje cały rok, choć niziny najczęściej odwiedzają zimą czyże z północno-wschodniej części kontynentu (Skandynawii, północnej Rosji). Te ptaki, które tu gniazdują latem, zimą przebywają w Europie zachodniej i południowo-zachodniej.

## Charakterystyka

### Cechy gatunku
Ptak o drobnej sylwetce, znacznie mniejszy od wróbla. W ubarwieniu przeważa kolor żółtozielony z szarymi i czarnymi plamkami. Dziób mały, spiczasty, średniej długości, ostro zakończony. Skrzydła czarne z dwoma szerokimi, żółtymi paskami. U samców czarny wierzch głowy i podbródek, szare policzki, żółta szyja i pierś, biały brzuch o ciemnym kreskowaniu, zielonkawy kark i grzbiet. Ogon krótki, głęboko wcięty, na końcu czarny, a przy nasadzie żółty (obrzeżenie). Kuper, boki nasady ogona i pierś jaskrawożółte, niekreskowane. Szarozielone samice ubarwione podobnie do samców, ale bledsze, mniej jaskrawe i wyraźniej ciemno kreskowane. Na szarozielonej głowie nie mają czarnej czapeczki. Pierś i kuper są u nich białawe, niewyraźnie kreskowane. Młode podobne do samic, ale bardziej brązowe, jaśniejsze i mocno, ciemno kreskowane.
To ptak towarzyski poza okresem lęgowym. Koczujące zimą stada wracają wiosną na tereny położone wyżej nad poziomem morza lub w bardziej położone na północ szerokości geograficzne. Rozpadają się tam na poszczególne pary. Jest bardzo ruchliwy i porusza się w powietrzu falistym ruchem.
| Długość ciała | rozpiętość skrzydeł | długość ogona | masa    |
| ------------- | ------------------- | ------------- | ------- |
| 11–12,5 cm    | 18–23 cm            | 4,5–5 cm      | 11–18 g |

### Głos
Wydaje przyjemne dla ludzkiego ucha, fletowe wabienie, którym stale nawołuje się z innymi czyżami – melodyjny, powtarzany świergot, który kończy przeciągłym psyknięciem.
Dawniej ptasiarze za ładny śpiew i częstsze wabienie cenili sobie szczególnie samce nie posiadające czarnego podgardla. Liczyła się ich chęć do wabienia, ponieważ do chwytania większości drobnych ptaków śpiewających, które łączą się w stada, używano osobników trzymanych w klatkach. W XIX i XX wieku próbowano za pomocą krzyżówek czyża z innymi drobnymi ptakami śpiewającymi wyhodować odmianę ptaka o wyjątkowym wyglądzie i śpiewie. Sukcesem skończyły się połączenia czyżów z makolągwami, kanarkami, szczygłami, dzwońcami i gilami. Obecnie eksperymenty te prowadzone są rzadziej, gdyż Unia Europejska dzikie ptaki objęła ochroną i zakazano ich odłowu do hodowli. Do tworzenia międzygatunkowych hybryd używa się ptaków urodzonych w niewoli, których posiadanie wiąże się w Polsce z koniecznością zdobycia stosownych zezwoleń.

## Biotop
Rozległe, stare bory iglaste i mieszane z przewagą lub domieszką świerka (czasem i jodły), bardziej wilgotne niż suche. W Europie Środkowej zasiedla górskie świetliste lasy iglaste, parki i ogrody. Z reguły trzyma się grup drzew i nie zapuszcza się na otwarte przestrzenie. Najłatwiej zauważyć czyża zimą na gałęziach olchy lub brzozy w różnych środowiskach, gdzie rosną te drzewa.

## Okres lęgowy

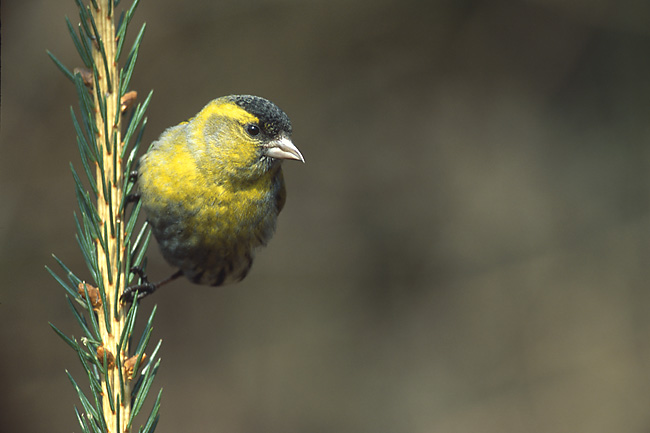
Czyże najchętniej gnieżdżą się na świerkach

Wyprowadza 1–2 lęgi w ciągu roku.

### Gniazdo
Konstrukcja budowana przez obojga partnerów jest misternie uwita z korzonków, mchu, traw, włókien roślinnych, a wyścielona piórami, puchem roślinnym i sierścią. Z zewnątrz oblepiona jest pajęczynami, przędzą z owadzich kokonów. Ma kształt silnie wgłębionej, grubościennej i małej czarki. Gniazdo ulokowane jest w bocznych, poziomych gałęziach korony świerka lub innego drzewa iglastego na wysokości od 8 m, dobrze zamaskowane (czasem dodatkowo strzępkami porostów). To powoduje, że w okresie lęgowych rzadko się je widuje. Tworzone pary są monogamiczne.

### Jaja

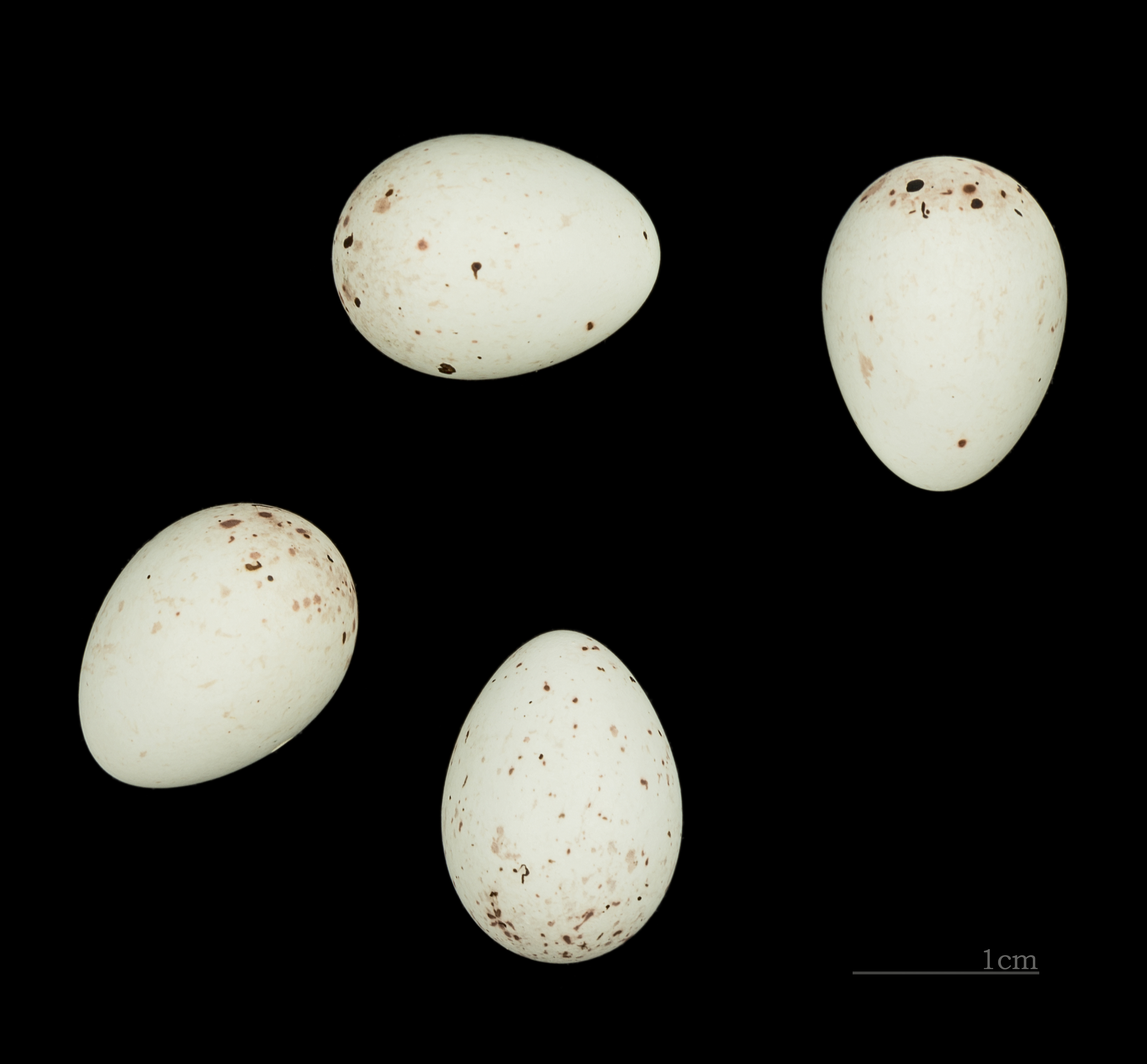
Jaja z kolekcji muzealnej

W kwietniu lub maju składa 4–6 jaj o średnich wymiarach 18×13 mm, o białym tle z odcieniem niebieskawym i drobnymi, czerwonymi lub brunatnymi plamkami.

### Wysiadywanie, pisklęta
Tylko samica siedzi na jajach przez okres 13 dni. W tym czasie samiec ją karmi. Pisklęta, gniazdowniki, przebywają w gnieździe przez 13–15 dni. W tym okresie oboje rodzice je karmią. Pod koniec lata rodziny ponownie łączą się wspólnie w stada i rozpoczynają koczowniczy tryb życia przelatując do olsów.

## Pożywienie

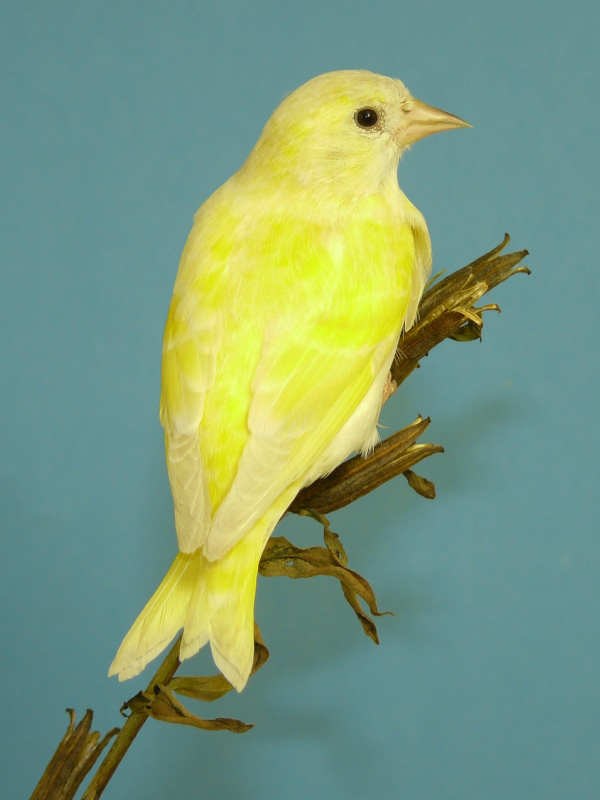
Barwna mutacja czyża

Głównie nasiona olchy, wierzby i brzozy, chwastów, a także nasiona drzew iglastych (zimą głównie świerku i jodły), krzewów i bylin, pączki wielu roślin. W sezonie lęgowym czyże jedzą owady (mszyce, drobne gąsienice) i pająki. Po przymrozkach niemal wyłącznie nasiona olch. Zimą pojawiają się przy karmnikach, gdzie chętnie zjadają nasiona konopi, słonecznika i siemię lniane. Pisklęta karmione są owadami i nasionami.
Czyże gromadzą się w stada i w trakcie ciągłego szczebiotania i wabienia przemieszczają się pomiędzy koronami drzew, przelatując z jednej na drugą szyszeczkę brzozy lub olchy. Nasiona wyjadają w akrobatycznych pozach – wydłubują je swym trójkątnym, ostrym dziobem. Towarzyszy temu ciche pogwizdywanie. Z cienkich gałązek potrafią zwisać grzbietem w dół. Pod drzewami szukają pożywienia tylko zimą w czasie mrozu, kiedy nie mogą żerować na gałęziach i gdy nasiona wypadają z drzew. Chętnie przylatują też do zarośniętych potoków i źródeł, nie tylko by się napić, ale też by się wykąpać. Robią to nawet w czasie mrozu.

## Hodowla dawniej
Obok szczygła czyże były jednym z najczęściej hodowanych w klatkach ptaków. Ptak nie charakteryzuje się jaskrawym ubarwieniem, ale ma elegancki wygląd, a osobniki żyjące w niewoli nie tracą swej ruchliwości i wesołego świergotu. Dla człowieka stał się wygodny w utrzymaniu ze względu na nieduże wymogi pokarmowe – dla prawidłowego rozwoju wystarczają mu niewielkie ilości nasion konopi, rzepaku i maku, choć w środowisku naturalnym typowy pokarm jest dużo bardziej zróżnicowany. Przy odłowach określano wiek złapanych ptaków patrząc na sterówki – do pierwszego roku życia są bardziej starte i zaostrzone niż u dorosłych osobników. W ten sposób w przybliżeniu określa się również wiek innych drobnych gatunków śpiewających. Obecnie odłów jest zakazany ze względu na ochronę gatunkową, lecz mimo to wciąż da się spotkać ten gatunek w hodowlach, gdzie rozmnaża się ptaki wyklute w niewoli.

## Status i ochrona
IUCN uznaje czyża za gatunek najmniejszej troski (LC, Least Concern) nieprzerwanie od 1988 (stan w 2021). Liczebność światowej populacji, wstępnie obliczona w oparciu o szacunki organizacji BirdLife International dla Europy z 2015, zawiera się w przedziale 49–77 milionów dorosłych osobników. Globalny trend liczebności populacji uznawany jest za spadkowy.
Na terenie Polski czyż jest objęty ścisłą ochroną gatunkową. Na Czerwonej liście ptaków Polski został sklasyfikowany jako gatunek najmniejszej troski (LC). Według szacunków Monitoringu Pospolitych Ptaków Lęgowych (MPPL), w latach 2013–2018 liczebność populacji lęgowej czyża na terenie kraju wynosiła 20–41 tysięcy par.

## Czyż a człowiek

### Filatelistyka
Poczta Polska wyemitowała znaczek pocztowy przedstawiający czyża na gałęzi, opisanego jako Carduelis spinus – czyżyk 17 listopada 1966 r. w serii Ptaki leśne. Znaczek o nominale 4 zł, wydrukowano w liczbie 1 784 020 sztuk, techniką rotograwiury, na papierze kredowanym. Autorem projektu znaczka był Jerzy Desselberger. Znaczek pozostawał w obiegu do 31 grudnia 1994 roku.